# أتمتة قوى المبيعات
أتمتة قوى المبيعات (FFA) تشير إلى استخدام التكنولوجيا للحصول على معلومات قوى المبيعات أو معلومات الخدمة في الوقت الحقيقي. وتنطوي هذه العملية على استخدام التكنولوجيا، المتمثلة عادة في أجهزة المساعد الرقمي الشخصي والأجهزة اللاسلكية المحمولة يدويًا أو أجهزة الحاسوب اللوحية أو الهواتف المحمولة للحصول على البيانات. ويتم تحويل البيانات التي يتم الحصول عليها على الفور إلى الأنظمة النهائية (تخطيط موارد المؤسسة (ERP) وإدارة علاقات العملاء (CRM) أو الأنظمة المحاسبية) من خلال الاتصال اللاسلكي (واي فاي أو الجيل الثالث أو الأقمار الصناعية أو النظام العالمي لتحديد المواقع (GPRS)). وهذا الحصول الفوري على المعلومات يقلل التأخيرات الزمنية ويساعد على تجنب أخطاء بيانات الإدخال اليدوي المزدوج ويعزز إنتاجية قوى المبيعات.
ومن منظور العمليات، يتيح توافر المعلومات الميدانية في الوقت الحقيقي تقريبًا وضع الجداول الزمنية للتسليم والحد من المخزون ورصد ومراقبة العمال الميدانيين.
ويتمثل التحدي الأكبر في مجال أتمتة قوى المبيعات في تطوير واجهة مستخدم بسيطة سهلة الاستخدام للأجهزة المحمولة والاتصال في موقع التقاط المعلومات. ويمكن التغلب على مشكلة الاتصال من خلال امتلاك نظام يمكنه الاحتفاظ بالمعلومات التي يتم الحصول عليها في ذاكرة التخزين المؤقت للجهاز ومزامنتها لاحقًا مع الأنظمة النهائية (العميل المستقل).
"ينظر بشكل متزايد إلى الخدمة الميدانية باعتبارها جزءًا لا يتجزأ من إستراتيجية عملاء موحدة وأنها تتحسن مع مرور الوقت كجزء من مشروع خاص. ويمكن أيضًا اعتبارها كإدارة لدورة حياة الخدمة أو تخطيط موارد الخدمة. وتُعد جزءًا لا يتجزأ من الأعمال التي ترتكز على المنتج كما هو الحال بالنسبة للمبيعات والتسويق ودعم العملاء. وثمّة عامل آخر يجعل الخدمة الميدانية في محور اهتمام الكثير من الشركات في أمريكا الشمالية وأوروبا وهو شيخوخة القوى العاملة والتحديات التي تواجه مسار العمليات ومعرفة العملاء بالنسبة للموظفين الجدد، مع خفض العدد الفعلي لموظفي المبيعات أو المحافظة على نفس العدد. وهذا يجعل الكفاءات التي يتم الحصول عليها بواسطة أنظمة إدارة الخدمة الميدانية وأتمتة الأجهزة المحمولة تكتيكات تخفيف رئيسة.